# Парашино (Кунгурский район)
Парашино — упразднённая деревня в Кунгурском районе Пермского края в составе Плехановского сельского поселения. В 2025 году включена в состав села Плеханово.

## География
Деревня находится в северной части Кунгурского района на правом берегу реки Шаква, прилегая к селу Плеханово с северо-востока.

## Климат
Климат умеренно-континентальный с продолжительной снежной зимой и коротким, умеренно-тёплым летом. Средняя температура июля составляет +17,8 0С, января −15,6 0С. Среднегодовая температура воздуха составляет +1,3 °С. Средняя продолжительность периода с отрицательными температурами составляет 168 дней и продолжительность безморозного периода 113 дней. Среднее годовое количество осадков составляет 539 мм.

## История
Известна с 1679 года. С 1919 года какое-то время была селом после перестройки местной часовни в церковь.

## Население
| 2010 |
| ---- |
| 275  |

Постоянное население составляло 284 человека в 2002 году (94 % русские), 275 человек в 2010 году.